# Kühberg (Salzburg)
Der Kühberg ist ein 711 m hoher Ausläufer des Gaisbergs im Osten der österreichischen Stadt Salzburg. Auf einem kleinen Vorberg des Kühbergs befindet sich das mittelalterliche Schloss Neuhaus.

## Namensgebung
Der Name des Kühbergs leitet sich, wie in vielen anderen Fällen gleichlautender Bezeichnungen auch, von den Kühen respektive von Kuhweiden ab.

## Tier- und Pflanzenwelt

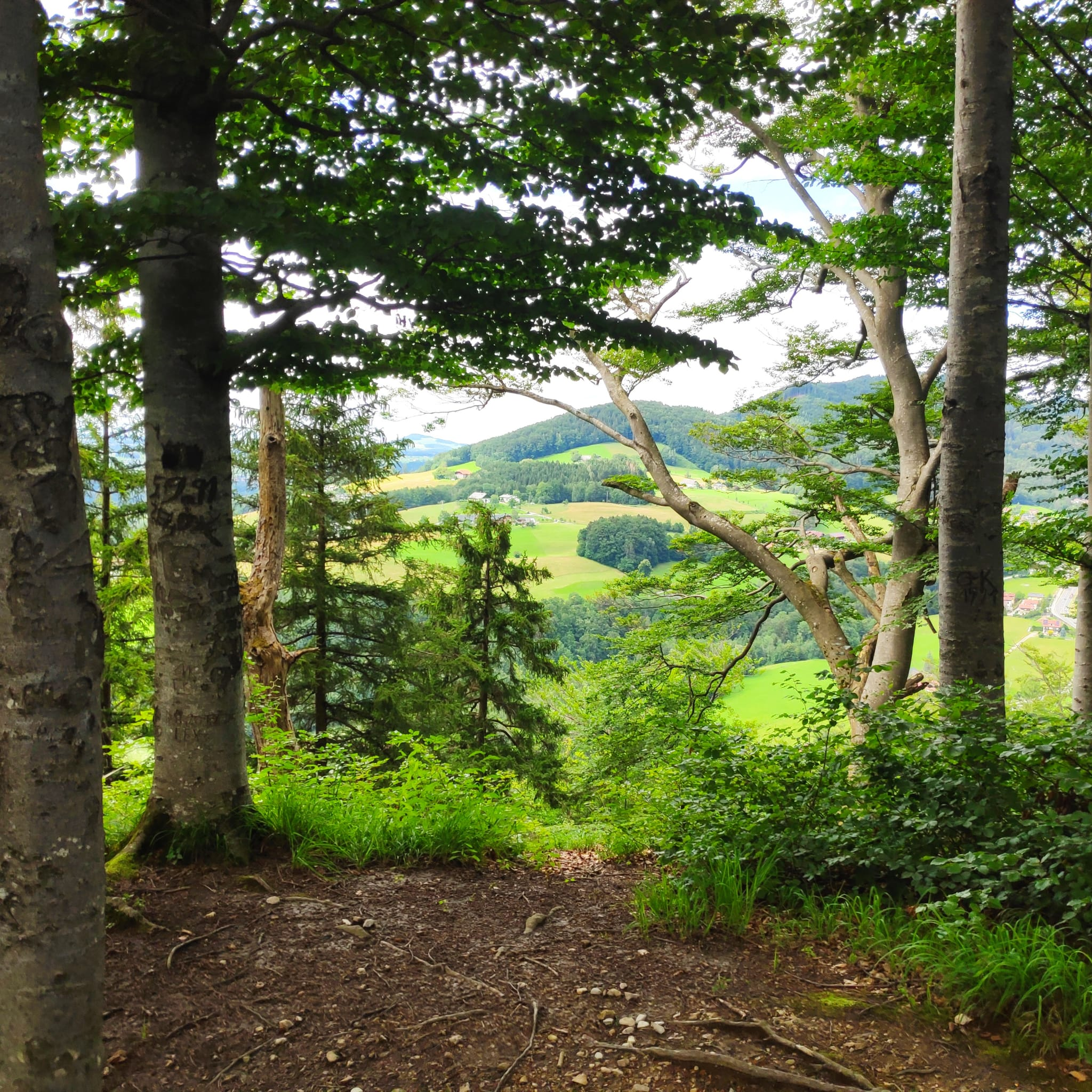
Die Aussicht vom Kühberg

Auf dem Kühberg existiert ein kleiner, etwa 200-jähriger Kiefernbestand; ein Erika-Kiefernwald stockt auf sehr kargen Kalk- und Dolomitböden (sehr flachgründige Kalk-Braunerden und Rendsina-Böden). Derartige Bestände sind heute im Bundesland sehr selten geworden. Der Lebensraum zählt folgerichtig zu den landesweit gefährdeten Biotoptypen. 
Der den Kiefernbestand umgebende großflächige und langsamwüchsige Orchideenbuchenwald zeichnet sich durch eine Vielzahl an Orchideen aus: Neben den drei Waldvögelein-Arten gedeihen auf den kargen und trockenen Böden Fliegen-Ragwurz, Nestwurz, Braunrote Stendelwurz, Waldhyazinthen und Großes Zweiblatt. Der Buchenwald zählt zu den ältesten Waldbeständen der Stadt Salzburg. 
In den Felsen des Kühbergs brüten an unwegsamen Stellen Uhus.

## Schloss Neuhaus
Das gegen Ende des 12. oder Anfang des 13. Jahrhunderts errichtete Schloss Neuhaus war ab dem 16. Jahrhundert der Sitz eines Pfleggerichts, dessen Zuständigkeitsbereich das Gebiet mehrerer heutiger Gemeinden östlich und nördlich der Stadt Salzburg umfasste. Die Anlage befindet sich heute in Privatbesitz und ist nicht öffentlich zugänglich.